# Брукер, Гэри
Гэ́ри Бру́кер (англ. Gary Brooker; 29 мая 1945, Лондон — 19 февраля 2022, там же) — британский вокалист и клавишник, композитор, основатель и лидер группы Procol Harum; 14 июня 2003 года награждён орденом Британской империи за благотворительную деятельность.

## Биография

### Ранние годы
Гэри Брукер родился 29 мая 1945 года в Хакни, одном из районов Восточного Лондона. Благодаря отцу — профессиональному музыканту, игравшему на педальной слайд-гитаре в группе «Гавайские серенадеры» Феликса Мендельсона, Брукер ещё в детстве освоил игру на пианино, тромбоне и корнете. В 1954 году семья переехала на морской курорт Саутенд-он-Си, в Эссексе, где Брукер учился в средней школе для мальчиков Westcliff. Его отец умер от сердечного приступа, когда Гэри было 11 лет, что вынудило его мать идти работать, чтобы свести концы с концами. По окончании школы Брукер поступил в Муниципальный колледж Саутенда, где изучал зоологию и ботанику, однако бросил учёбу для того, чтобы стать профессиональным музыкантом.

### Карьера
В 1962 году Брукер основал The Paramounts вместе со своим другом — гитаристом Робином Троуэром. Группа получила известность в числе представителей британской ритм-энд-блюзовой сцены, из которой вышли на мировую сцену The Rolling Stones, The Animals, The Spencer Davis Group и многие другие музыкальные коллективы. Роллинг Стоунз, в частности, были поклонниками Paramounts, дав им возможность выступить на нескольких своих концертах в начале 1960-х.
В 1966 году Брукер основал Procol Harum со своим другом Китом Ридом. Дебют группы состоялся годом позже, тогда же вышел их первый сингл с песней «A Whiter Shade Of Pale» («Белее Бледного»), ставшей мировым хитом и самой известной композицией Procol Harum. Меланхоличный вокал Брукера и эмоциональная, эклектичная игра на пианино были ключевыми чертами музыкального стиля Procol Harum на протяжении всей карьеры группы. В первые годы музыкальное руководство коллективом осуществляли Брукер, Hammond-органист Мэтью Фишер и гитарист Тровер, но после того, как различия в их музыкальных стилях и личных пристрастиях стали слишком значительными, последние двое ушли. Брукер оставался единственным лидером группы, вплоть до распада Procol Harum в 1977 году. Два года спустя Гэри Брукер начал сольную карьеру и выпустил альбом No More Fear of Flying в 1979 году.

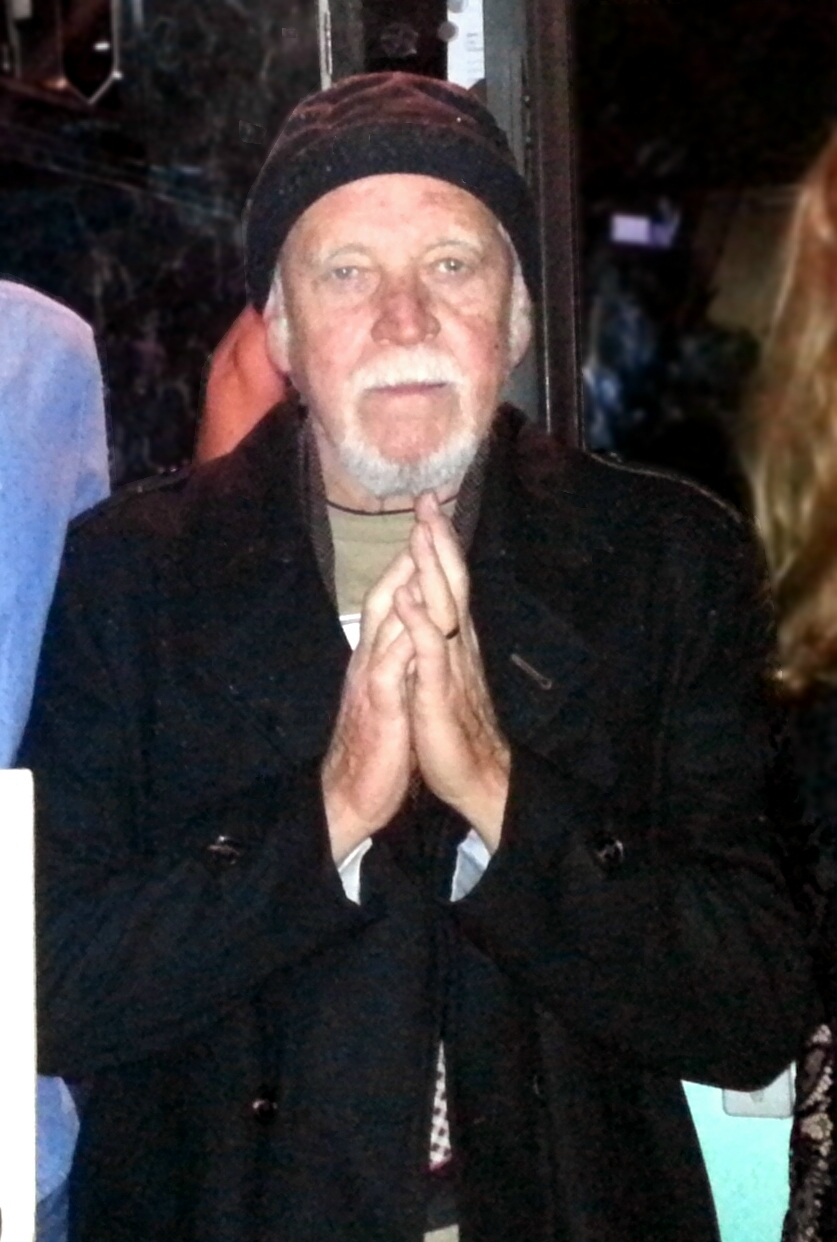
Гэри Брукер в 2018 году.

В том же году Брукер присоединился к группе своего друга Эрика Клэптона . Он принял участие в записи студийного альбома Клэптона Another Ticket. В 1981 году Клэптон уволил всю группу, но он и Брукер с тех пор остаются хорошими друзьями и долгие годы были соседями в Суррей Хиллз . В разное время Брукер присоединялся к группе Клэптона для нескольких разовых выступлений. Также Брукер исполнил вокальную партию в песне «Limelight» группы Alan Parsons Project, на их альбоме 1985 года Stereotomy.
В 1991 году Брукер реформировал Procol Harum вместе с Фишером, Троуэром и Ридом (умершего в 1990 году Уилсона заменил барабанщик Марк Бжезицки). Группа выпустила альбом The Prodigal Stranger, не имевший большого успеха у слушателей. После выпуска пластинки Procol Harum, с Брукером и Фишером, но уже без Троуэра, несколько лет гастролировали по США и миру в течение первой половины 1990-х годов.
Во второй половине девяностых Брукер сотрудничал с All-Starr Band Ринго Старра (в 1997 и 1999 годах), а также был членом Rhythm Kings Билла Уаймена в течение нескольких лет, приняв участие в записи трех альбомов и гастролируя с группой. 28 сентября 1996 года Брукер организовал благотворительный концерт для сбора средств для своей местной церкви Святой Марии и Всех Святых в Суррее. Концертный CD Within Our House, первоначально выпущенный для фан-клуба тиражом 1000 экземпляров, стал коллекционной редкостью. Гостями и участниками выступления были музыканты Дейв Бронз, Майкл Байуотер, Марк Бжезицки и Робби Макинтош.
```
  В 1998 году выступал в Москве в составе группы Ринго Старра в концертном зале "Россия". Концерт состоялся 25 августа. Гэри исполнил несколько песен, в том числе, знаменитую Whiter Shade of Pale.
```

Также в 1996 году Гэри Брукер снялся в фильме Алана Паркера Эвита — экранизации мюзикла Эндрю Ллойда Уэббера, главные роли в котором исполнили Мадонна, Джонатан Прайс и Антонио Бандерас. Исполнив партию Хуана Атилио Брамульи, Брукер сказал, что самым большим заработком в его карьере был гонорар за появление в этом фильме.
29 ноября 2002 года он был среди музыкантов и певцов, принимавших участие в концерте в честь Джорджа Харрисона «Концерт для Джорджа», на котором он пел ведущую вокальную партию для своей версии битловской песни «Old Brown Shoe». Ранее Брукер участвовал в записи альбомов Харрисона All Things Must Pass, Gone Troppo и Somewhere in England.
В апреле 2005 года в качестве солиста «Ансамбля Гэри Брукера» он выступил с аншлаговым концертом в Гилдфордском соборе в помощь жертвам цунами, исполнив подборку песен из композиций Procol Harum и сольных альбомов, а также аранжировки классических и церковных песен. Среди его гостей и поддерживающих артистов были Энди Фэйрвезер Лоу и Пол Джонс (бывший участник Manfred Mann).
Новое воплощение Procol Harum, во главе с Брукером, совершило мировое турне в честь 40-летия образования группы в июле 2007 года.
28 октября 2009 года Брукер был представлен BASCA в знак признания уникального вклада в музыку группы Procol Harum и его лично.
В мае 2012 года Procol Harum были вынуждены отменить оставшиеся концерты в Южной Африке после того, как Брукер получил травму после падения в гостиничном номере. Происшествие случилось в 67-й день рождения Гэри Брукера. В это время группа участвовала в туре по Южной Африке вместе с Moody Blues и 10cc. Брукер выздоровел ко времени начала большого турне по США вместе с Yes, также он выступил с концертами в Европе в 2013 году с несколькими симфоническими оркестрами.

### Личная жизнь и смерть
В июле 1968 года Брукер женился на Франсуазе «Фрэнки» Ридо, швейцарской Au pair, с которой он начал встречаться в 1965 году. У пары не было детей.
Умер от рака на 77-м году жизни 19 февраля 2022 у себя дома в Лондоне, но о смерти музыканта было объявлено только три дня спустя — 22 февраля.

## Дискография

### Сольные альбомы
- 1979 — No More Fear of Flying
- 1982 — Lead Me to the Water
- 1985 — Echoes in the Night
- 1996 — Within Our House

### Концертный альбом
- 1996: Within Our House

### С группой Procol Harum
- 1967 Procol Harum
- 1968 Shine On Brightly
- 1969 A Salty Dog
- 1970 Home
- 1971 Broken Barricades
- 1972 Procol Harum Live with the Edmonton Symphony Orchestra
- 1973 Grand Hotel
- 1974 Exotic Birds and Fruit
- 1975 Procol’s Ninth
- 1977 Something Magic
- 1991 The Prodigal Stranger
- 1996 The Long Goodbye
- 1997 Ain’t Nothin' to Get Excited About
- 1999 One More Time — Live in Utrecht 1992
- 2003 The Well’s on Fire
- 2007 Secrets of the Hive
- 2008 One Eye to the Future — Live in Italy 2007
- 2009 Procol Harum — In Concert With the Danish National Concert Orchestra and Choir
- 2017 NOVUM